# جو دينيسي دافنبورت
جو دينيسي دافنبورت (بالإنجليزية: Joe Dean Davenport)‏ هو لاعب كرة قدم أمريكية أمريكي، ولد في 29 أكتوبر 1976 في سبرينغدل في الولايات المتحدة.

## وصلات خارجية
- جو دينيسي دافنبورت على موقع كلية كرة السلة في سبورتس رفرنس.كوم (الإنجليزية)
- جو دينيسي دافنبورت على موقع مرجع كرة القدم المحترفة.كوم (الإنجليزية)